# (32906) 1994 RH
1994 RH (asteroide 32906) é um asteroide Amor. Possui uma excentricidade de 0.44109496 e uma inclinação de 18.93840º.
Este asteroide foi descoberto no dia 2 de setembro de 1994 por Eleanor F. Helin e Kenneth J. Lawrence em Palomar.